# Kazys Musteikis
Kazys Musteikis, litovski general, * 1894, † 1977.